# Tổ khúc Karelia
Tổ khúc Karelia, Op.11 (tiếng Việt: Tổ khúc Karelina) là tổ khúc cho dàn nhạc giao hưởng của nhà soạn nhạc người Phần Lan Jean Sibelius. Tác phẩm được sáng tác vào năm 1893.